# Жан Лемарруа
Жан Лемарруа (фр. Jean Léonor François Lemarrois; 17 березня 1776 —14 жовтня 1836) — французький генерал, граф, ад'ютант Наполеона Бонапарта.

## Життєпис
Народився 1776 року в містечку Брикебек. Був сином дрібного землевласника. З 1793 року навчався у школі Марса, відкритої за розпорядженням уряду Французької республіки. Після завершення навчання обрав для себе військову кар'єру. Деякий час служив на півдні Франції. Згодом був переведений до Парижа як лейтенант 1-ї дивізії. відзначився під час придушення Вандем'єрського заколоту (3—5 жовтня 1795 року). Був єдиним свідком шлюбу Наполеона з Жозефіною Богарне у 1796 році.
Згодом брав участь в Італійській кампанії 1796—1797 років, відзначився у битвах при Лоді, Ровередо й Арколе. Отриманні рани завадили йому взяти участь в Єгипетському поході. Втім допомагав Бонапарту під час заколоту 18 брюмера 1799 року. Вслід за цим стає полковником. Як командувач батальйону воював під час кампанії 1799—1800 років проти Австрії. Відзначився під час битви при Маренго. У 1800 призначається командувати обороною північного узбережжя. 1802 року стає бригадним генералом, після битви під Аустерліцом у 1805 році отримує звання дивізійного генералу. Під час конфлікту Наполеона I з папою римським Пієм VII був спрямований до Італії для захоплення Папської області. Лемарруа зайняв Анкону, Фермо, Урбіно.
Згодом відзначився у війні 1806 року проти Пруссії, його було поранено у битві при Єні. Стає військовим губернатором Віттенбергу, придушив повстання у Торгау, вслід за тим зайняв Штеттін. Після цього Лемарруа у 1807 році супроводжував Наполеона I до Варшави й Тільзіта. Того ж року виконував доручення Бонапарта в Італії.
7 березня 1807 року обирається до Сенату, стає заступником голови Законодавчого корпусу. У 1808 році отримує титул графа імперії. У 1809 році призначається губернатором Риму. В цей час стає кавалером Ордену Почесного легіону, Ордену Залізної корони. Під час військової кампанії проти Росії у 1812 році був головою Булонського табору. Під час кампанії 1813 року командував обороною Магдебурга. Він здався лише у 1814 році, домігшись виводу 18 тисяч вояків і 52 гармат до Франції.
Під час реставрації Бурбонів Лемарруа не брав участі в політичних подіях. Приєднався до Бонапарта під час Ста днів. Останній призначив його командиром 14 та 45 дивізій. Але не брав участі у битві при Ватерлоо. Здався союзним військам у Руані після звістки про капітуляцію Парижа. Помер 14 жовтня 1836 року.

## Родина
- Жюль Полідор (1802—1870), депутат департаменту Манш.
- Коралі